# سن-پروسپر-دو-شامپلن، کبک
سن-پروسپر-دو-شامپلن (به فرانسوی: Saint-Prosper-de-Champlain) شهری در منطقه شهری له شنو ناحیه موریسی در استان کبک کانادا است. در سرشماری سال ۲۰۱۱ این شهر ۵۵۰ نفر جمعیت داشته‌است و مساحت آن ۹۲٫۰۳ کیلومتر مربع است.